# Sigrid Arnoldson
Sigrid Arnoldson (20 mars 1861 – 7 février 1943) est une cantatrice suédoise de la fin du XIXe siècle et du début du XXe. Elle possédait une voix de soprano colorature avec une gamme de trois octaves, les critiques musicaux déclaraient qu'elle était l'héritière de Jenny Lind et la  surnommaient « le nouveau rossignol suédois ». Sa voix est conservée dans plusieurs enregistrements réalisés à Berlin pour la Gramophone Company entre 1906 et 1910 et dans la compilation The Record of Singing Volume 1 (1899–1919) EMI.

## Biographie
Née à Stockholm, Sigrid Arnoldson a été formée par son père Oscar Arnoldson (sv), ténor respecté, et par Fritz Arlberg (sv), un célèbre baryton suédois. Plus tard, elle étudia à Paris avec Mme Artot de Padilla. Elle fit ses débuts à l'opéra en 1885, au Théâtre national de Prague dans le rôle de Rosine dans Le Barbier de Séville. Cette œuvre est devenue sa carte de visite sur un nombre important de scène d'opéra, y compris sa première apparition très réussie au Théâtre du Bolchoï à Moscou, en 1886,. Cette même année, The Musical Times a écrit que Franz Liszt avait prédit « une brillante carrière » pour elle et que « depuis la Patti et la Nilsson, il n'avait pas rencontré d'artiste aussi douée » selon Le Ménestrel avant sa venue à Paris.
Sigrid Arnoldson fait ses débuts à Londres en 1887 dans le rôle de Rosine, dans le Le Barbier de Séville au Théâtre Royal de Drury Lane avec Fernando de Lucia, Mattia Battistini et Édouard de Reszké. Il a été dit dit qu'elle était « Jeune, jolie, avec une bonne voix, de la méthode et un immense talent d'actrice et elle a  gagné la faveur du public avec la plus grande facilité » en dehors du rôle de Zerlina (Don Giovanni), qui a été mal reçu, en 1887, son succès a été considérable, et elle a été engagée pour chanter à l'Opéra Royal de Covent Garden , en 1888, et de nouveau entre 1892 et 1894. The Musical Times  l'a appelée « le charmant Cherubino » dans Les Noces de Figaro et son travail en tant que Nydia dans l'opéra éponyme, de George Fox, une « gracieuse interprétation ».
Ell épouse Alfred Fischhof, un imprésario viennois en 1889.
Elle a été engagée en 1890 par Max Strakosch (de) pour une tournée américaine de près de soixante concerts pour la somme de 250 000 francs. Ses débuts à Barcelone au Grand théâtre du Liceu en 1891, ont été signalés comme « ayant suscité le plus d'enthousiasme » Elle fait ses débuts au Metropolitan Opera à New York dans le rôle de Baucis, dans  Philémon et Baucis en 1893, malgré le fait qu'en 1892, il avait été dit que « sa voix était plus faible que jamais ».
En 1891, le roi Oscar II de Suède a conféré à Sigrid Arnoldson l'ordre Litteris et Artibus, une des distinctions les plus rares de Suède.
En 1897, il est reporté qu'elle a chanté deux représentations au Royal Philharmonic Society à Londres, qui ont été « applaudies avec ravissement », plus tôt cette année-là , elle est apparue avec un « immense succès » au Théâtre Mariinsky de Saint-Pétersbourg dans un opéra italien. En 1898, elle a donné une série de représentations à la Staatsoper de Berlin. Fin 1906, elle a eu un « triomphe » à l'Opéra de Monte-Carlo dans Le Démon d'Anton Rubinstein.
Sigrid Arnoldson fut une des plus célèbres Mignon. Elle avait débuté dans le rôle à l'Opéra-Comique en 1887 et le chanta dans le monde entier. Elle interpréta Mignon et Roméo et Juliette, avec Olimpia Boronat, Giuseppe Anselmi (en), Francesco Navarrini (it) et Romolo Dolcibëne ; très acclamés au Petit-Théâtre du conservatoire de Saint-Pétersbourg.
En 1907, elle célébra à Dresde la 500e représentation de Mignon. À cette occasion, Madame Ambroise Thomas lui écrivit : « Vous êtes toujours pour moi la Mignon favorite du maître. Combien je vous suis restée reconnaissante d'être restée fidèle à ce rôle poétique, à ce rôle dont vous avez su trouver l'idéal ».
Ses autres rôles comprennent  Elsa dans Lohengrin, Nedda dans Pagliacci, Susanna dans Les Noces de Figaro, Papagena dans La Flûte enchantée, Oscar dans Un bal masqué, Marguerite de Valois dans Les Huguenots, et Sophie dans Werther avec Jean de Reszke. Elle a également tenu à la fois le rôle de Micaëla et le rôle-titre de l'héroïne de Georges Bizet : Carmen. Elle a chanté sa dernière interprétation, en se  substituant à la dernière minutes à Emma Calvé, empêchée, à Covent Garden en 1903. Elle n'avait jamais chanté le rôle avant et n'avait pas l'intention de l'attaquer sur scène. Elle en connaissait par contre, la musique, car elle avait l'habitude d'apprendre tous les ouvrages dans les opéras, qu'elle a chantés. Cette performance a été appelée plus tard par le magazine Gramophone son seul échec ; mais étant donné les circonstances de cette performance, ce jugement ne semble pas très généreux.
En 1910, Sigrid Arnoldson est devenue membre de l'Académie royale de musique de Suède, puis cantatrice royale de la Cour. Elle se retira de la scène en 1911. Après, elle a enseigné le chant à Vienne pendant plus de vingt-cinq ans. Elle a déménagé à Stockholm, en 1938, où elle a continué à enseigner jusqu'à sa mort, en 1943.

## Hommages
Sa notoriété et sa voix « d'un timbre délicieux et d'une égalité prodigieuse » lui valent une entrée dans le supplément du Nouveau Larousse illustré - Dictionnaire universel encyclopédique de 1918.